# Пиреш, Педру
Педру Верона Родригеш Пиреш (порт. Pedro Verona Rodrigues Pires; род. 29 апреля 1934, Кабо-Верде) — политик Кабо-Верде, президент Кабо-Верде с 22 марта 2001 по 9 сентября 2011 года.

## Биография
Педру Верона Родригеш Пиреш родился 29 апреля 1934 года на острове Фогу.
После учёбы в университете Лиссабона служил в португальских ВВС.
В 1961 году дезертировал из португальской армии и  присоединился к ПАИГК. Занимался сбором средств на нужды движения и вербовкой сторонников. В 1965—1968 годах возглавлял группу бойцов, проходивших обучение на Кубе и в СССР.
В 1968—1974 годах был активным участником борьбы за независимость на территории Португальской Гвинеи. Был членом Высшего совета борьбы (CSL), координирующий повстанческую деятельность. В июле 1973 года на съезде ПАИГК был избран председателем Национальной комиссии Кабо-Верде.

## Политическая деятельность
Когда страна получила независимость от Португалии 5 июля 1975 года, Педру Пиреш стал первым премьер-министром в период однопартийного правления ПАИГК и президента Аристидиша Перейры и занимал эту должность с 8 июля 1975 по 4 апреля 1991 года. После поражения ПАИГК на выборах в 1991 году его сменил Карлуш Вейга.
В 2001 году победил Вейгу во втором туре президентских выборов с большинством в 12 голосов и сменил на президентском посту Антониу Маскареньяша Монтейру. В 2006 году переизбран, опять с незначительным большинством победив Вейгу.